# Leo Rossi
Leo Rossi (n. 1946) es un actor y guionista estadounidense conocido por sus papeles como Budd en Halloween II y como Turkell en Maniac Cop 2. También ha aparecido en películas como Heart Like a Wheel, River's Edge, The Accused, Relentless y Analyze This. 

## Filmografía
- Mr. Billion (1977)
- Grand Theft Auto (1977)
- Halloween II (1981)
- Circle of Power (1983)
- Heart Like a Wheel (1983)
- Kids Don't Tell (1985)
- River's Edge (1986)
- Black Widow (1987)
- Russkies (1987)
- Leonard Part 6 (1987)
- The Accused (1988)
- Hit List (1989)
- Relentless (1989)
- Maniac Cop 2 (1990)
- Fast Getaway (1991)
- Too Much Sun (1991)
- Dead On: Relentless II (1992)
- We're Talking Serious Money (1992)
- Relentless 3 (1993)
- Raw Justice (1994)
- Fast Getaway II (1994)
- Relentless IV: Ashes to Ashes (1994)
- Mutant Species (1995)
- The Misery Brothers (1995)
- The Assault (1996)
- True Friends (1998)
- Analyze This (1999)
- The Mating Habits of the Earthbound Human (1999)
- Crackerjack 3 (2000)
- Sticks (2001)
- Back by Midnight (2002)
- IceMaker (2003)
- Looney Toons: Back in Action (2003)
- Mafioso: The Father, the Son (2004)
- Shut Up and Kiss Me! (2004)
- 10th & Wolf (2006)
- The Nail: Joey Nardone Story (2009)
- Gotti (2018)